# Tô na Vida
Tô na Vida é o quarto álbum de estúdio da cantora e compositora brasileira Ana Cañas. Foi lançado pelo selo Slap (Som Livre) no dia 24 de julho de 2015 na plataforma de streaming Deezer e de forma oficial no dia 31. A capa do álbum é uma fotografia assinada por Caroline Bittencourt. O disco é totalmente autoral, um dos mais acabados da carreira da artista. Cañas assina a produção do álbum junto com Lúcio Maia, que resulta num repertório de real inspiração.

## Antecedentes e gravação
Após o lançamento do seu terceiro álbum de estúdio Volta (2012), Ana embarcou na turnê de mesmo nome, que teve estreia no dia 29 de junho de 2012 no Sesc Vila Mariana em São Paulo, o show possui direção e iluminação de Ney Matogrosso, o repertório é baseado no disco Volta e conta com versões de músicas de Cazuza, Rita Lee e Alzira Espíndola. Com o sucesso da Turnê, Ana resolveu gravar seu primeiro registro ao vivo, e no dia 28 de maio de 2013 gravou no Teatro Geo em São Paulo Coração Inevitável (2013), lançado em CD e DVD.
Em fevereiro de 2015, Ana Cañas revelou pelas suas redes sociais que estava em estúdio para a gravação de seu quarto álbum de estúdio, na postagem também revelou que Lúcio Maia guitarrista da banda Nação Zumbi estava envolvido na produção do álbum de inéditas.

## Divulgação

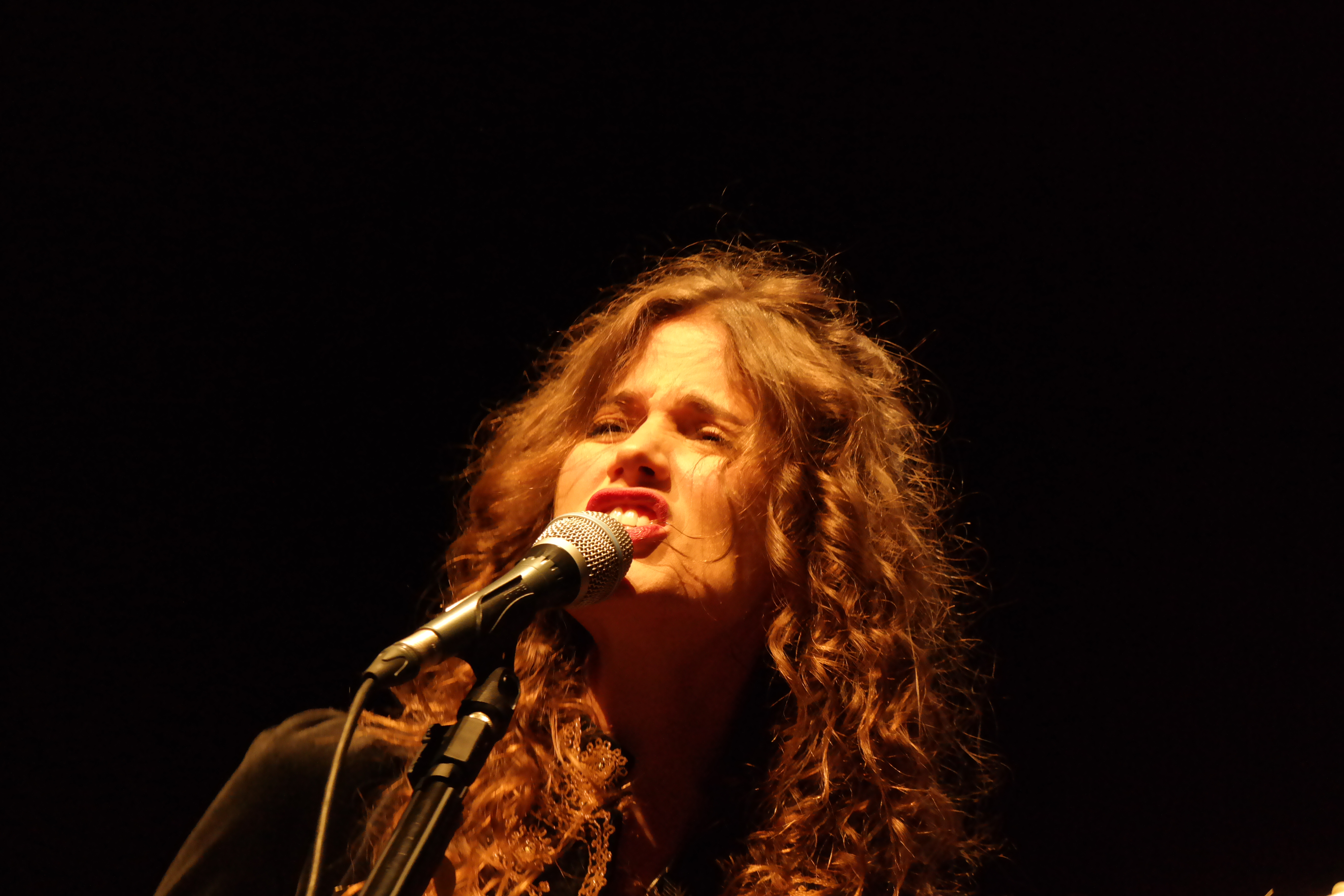
A cantora durante apresentação da Turnê, em 2015.

No dia 8 de agosto de 2015, a cantora estreou a Turnê Tô na Vida no Teatro Marista em Curitiba. Em 16 de agosto de 2015, Ana apresentou a Turnê no Sesc Pinheiros em São Paulo, onde recebeu Arnaldo Antunes no palco.

## Recepção

### Crítica
| Críticas profissionais | Críticas profissionais |
| Avaliações da crítica  | Avaliações da crítica  |
| Fonte                  | Avaliação              |
| ---------------------- | ---------------------- |
| Notas Musicais         | [ 12 ]                 |
| Território da Música   | [ 13 ]                 |
| O Globo                | regular                |
| Rolling Stone Brasil   | [ 15 ]                 |
| Correio Braziliense    | [ 16 ]                 |

Tô na Vida recebeu críticas favoráveis da maioria dos críticos. O álbum recebeu uma crítica favorável de Silvio Essinger, colunista do jornal O Globo, que avaliou o álbum como regular. Silvio comentou que o violão de Lúcio da um toque clássico na maioria das canções, ainda elogiou a voz aguda de Ana, citando uma ótima articulação das palavras. Mauro Ferreira do Notas Musicais deu ao álbum 4 de 5 estrelas, e citou que o álbum deu uma identidade para a cantora, já que nos outros álbuns, segundo ele, não ficava claro. Disse ainda que o disco soa mais verdadeiro, também elogiando o produtor Lúcio Maia.
Lizandra Pronin do Território da Música começou dizendo que Ana Cañas sempre teve personalidade, que o o timbre da cantora e o jeito de cantar são muito próprios. Mas citou que desde o lançamento de Amor e Caos para este disco muita coisa mudou para a cantora. Lizandra comentou ainda embora que o álbum seja eclético, como é o gosto musical da cantora, as 14 faixas de Tô na Vida traz Ana Cañas livre, leve e solta como o público já conhece, mas soando muito segura de si, confiante nas próprias palavras e acordes. Dando outro destaque que este é o primeiro álbum só com canções autorais da cantora.
A revista Rolling  Stone classificou o álbum em 3 de 5 estrelas, citou que Tô na Vida marca um ponto fora da curva na sonoridade que a cantora já mostrou em seus trabalhos anteriores, mas reforça a veia roqueira da cantora, dando destaque a guitarra de Lúcio Maia nas canções "Feita de Fim" e "O Som do Osso".
Rebeca Oliveira, que escreve para o jornal Correio Braziliense, creditou ao álbum 3 estrelas, citou que o disco pode não ser o definitivo de Cañas, pois ainda apresenta certa irregularidade. "Sobretudo em alguns versos, que trazem combinações simplórias, por vezes ingênuas a alguém com posições tão fortes quanto as dela", cita Oliveira. Mas finaliza dizendo que o disco pode ser uns dos mais interessantes da música brasileira desse ano.

## Faixas
| N.º            | Título                        | Compositor(es)                         | Produtor(es)                       | Duração  |  |
| 1.             | "Existe"                      | Ana Cañas                              | Mario Caldato Lúcio Maia Ana Cañas | 3:48     |  |
| 2.             | "Tô na Vida"                  | Ana Cañas, Arnaldo Antunes, Lúcio Maia | Maia Cañas                         | 3:46     |  |
| 3.             | "Hoje Nunca Mais"             | Ana Cañas, Dadi                        | Maia Cañas                         | 3:47     |  |
| 4.             | "O Som do Osso"               | Ana Cañas, Lúcio Maia, Pedro Luís      | Maia Cañas                         | 3:07     |  |
| 5.             | "Indivisível"                 | Ana Cañas                              | Maia Cañas                         | 3:17     |  |
| 6.             | "Coisa Deus"                  | Ana Cañas                              | Maia Cañas                         | 3:27     |  |
| 7.             | "Bandido"                     | Ana Cañas                              | Maia Cañas                         | 3:44     |  |
| 8.             | "Feita de Fim"                | Ana Cañas                              | Maia Cañas                         | 2:52     |  |
| 9.             | "Um Dois um Só"               | Ana Cañas, Arnaldo Antunes             | Maia Cañas                         | 3:42     |  |
| 10.            | "Amor e Dor"                  | Ana Cañas                              | Maia Cañas                         | 3:10     |  |
| 11.            | "Mulher"                      | Ana Cañas                              | Maia Cañas                         | 3:06     |  |
| 12.            | "Pra Machucar"                | Ana Cañas                              | Maia Cañas                         | 3:54     |  |
| 13.            | "Madrugada quer Você"         | Ana Cañas, Arnaldo Antunes, Lúcio Maia | Maia Cañas                         | 3:17     |  |
| 14.            | "O Amor Venceu" (Faixa bônus) | Ana Cañas                              | Cañas Alexandre Fontanetti         | 3:59     |  |
| Duração total: | Duração total:                | Duração total:                         | Duração total:                     | 00:48:56 |  |

| LP (Lado A) |                   |                                        |                                    |         |  |
| N.º         | Título            | Compositor(es)                         | Produtor(es)                       | Duração |  |
| 1.          | "Existe"          | Ana Cañas                              | Mario Caldato Lúcio Maia Ana Cañas | 3:48    |  |
| 2.          | "Tô na Vida"      | Ana Cañas, Arnaldo Antunes, Lúcio Maia | Maia Cañas                         | 3:46    |  |
| 3.          | "Hoje Nunca Mais" | Ana Cañas, Dadi                        | Maia Cañas                         | 3:47    |  |
| 4.          | "O Som do Osso"   | Ana Cañas, Lúcio Maia, Pedro Luís      | Maia Cañas                         | 3:07    |  |
| 5.          | "Indivisível"     | Ana Cañas                              | Maia Cañas                         | 3:17    |  |
| 6.          | "Coisa Deus"      | Ana Cañas                              | Maia Cañas                         | 3:27    |  |

| LP (Lado B) |                       |                                        |              |         |  |
| N.º         | Título                | Compositor(es)                         | Produtor(es) | Duração |  |
| 1.          | "Bandido"             | Ana Cañas                              | Maia Cañas   | 3:44    |  |
| 2.          | "Feita de Fim"        | Ana Cañas                              | Maia Cañas   | 2:52    |  |
| 3.          | "Um Dois um Só"       | Ana Cañas, Arnaldo Antunes             | Maia Cañas   | 3:42    |  |
| 4.          | "Amor e Dor"          | Ana Cañas                              | Maia Cañas   | 3:10    |  |
| 5.          | "Mulher"              | Ana Cañas                              | Maia Cañas   | 3:06    |  |
| 6.          | "Pra Machucar"        | Ana Cañas                              | Maia Cañas   | 3:54    |  |
| 7.          | "Madrugada quer Você" | Ana Cañas, Arnaldo Antunes, Lúcio Maia | Maia Cañas   | 3:17    |  |